# Cerkiew Narodzenia Matki Bożej w Rogowie
Cerkiew Narodzenia Matki Bożej – prawosławna cerkiew w Rogowie. 

## Historia
Cerkiew w Rogowie została wzniesiona w związku z pojawieniem się w okolicach Rogowa osadników narodowości rosyjskiej w latach 60. i 70. XIX wieku. Została zaprojektowana dla 150 wiernych i poświęcona 16 lutego 1875. Pozostawała czynna do 1915, kiedy ludność prawosławna okolic miasteczka udała się w większości na bieżeństwo. Kolejne nabożeństwo w niej odbyło się dopiero w 1921. Z powodu znacznego spadku liczby wiernych (z 243 do 85 osób) cerkiew straciła wówczas status parafialnej, odzyskany pod koniec lat 20. stulecia i utracony ponownie w czasie II wojny światowej. 
W 1962 władze radzieckie zamknęły świątynię, pozwalając na ponowne jej użytkowanie liturgiczne dopiero latem następnego roku. Nabożeństwa odbywały się jednak już tylko w wybrane święta, zaś z czasem całkowicie ustały. Obecnie w cerkwi w Rogowie Święta Liturgia jest odprawiana kilka razy w roku. 

## Architektura
Cerkiew wzniesiona jest na planie prostokąta. Wejście do niej prowadzi przez prostokątne drzwi bez portalu, ponad którym znajdują się dwie blendy otoczone półkolistymi łukami, między którymi umiejscowione zostało puste już dziś tondo. W bocznych ścianach cerkwi znajdują się po dwa półkoliste okna, podobnie w bocznych ścianach prezbiterium. Ponad nim wznosi się sygnaturka z cebulastą kopułą. We wnętrzu świątyni jednorzędowy ikonostas oraz kilka bocznych ikon i chorągwi cerkiewnych. 